# 城东镇 (海丰县)
城东镇是中国广东省汕尾市海丰县下辖的一个镇，位于海丰县县城东部，是中国共产党早期领导人之一彭湃的故乡。海城镇总面积为76平方公里，下辖1个社区16个行政村，总人口约10万人。